# Редькино (Наро-Фоминский район)
Редькино — деревня в Наро-Фоминском районе Московской области, в составе сельского поселения Ташировское. Численность постоянного населения по Всероссийской переписи 2010 года — 6 человек, в деревне числятся 1 улица и 2 садовых товарищества. До 2006 года Редькино входило в состав Ташировского сельского округа.
Деревня расположена в юго-западной части района, на безымянном левом притоке реки Плесенка (приток Нары), примерно в 7 км к западу от города Наро-Фоминска, высота центра над уровнем моря 180 м. Ближайшие населённые пункты — Плесенское в 2 км на запад и Настасьино в 1,2 км на северо-запад.